# Koku
Koku (japonsky: 石) je historická japonská jednotka objemu, která odpovídala deseti krychlovým šaku. Přibližně 3,6 koku odpovídalo jednomu krychlovému metru.
Koku původně definovalo množství rýže, historicky pak toto množství odráží dostatečnou zásobu potravy pro jednoho člověka na jeden rok. (Jeden masu znamená dostatek rýže k nasycení jednoho člověka na jeden den). Roku 1891 byla jednotka redefinována způsobem, že 1 koku se rovnalo přibližně 180,39 litrům nebo též 5 bušlům (40 imperiálním nebo 48 americkým galonům), z japonských jednotek deseti to (斗).
Během období Edo bylo každé knížectví (léno, han) charakterizováno svým výnosem (úrodou rýže) v koku. Nejmenší velikost byla 10 000 koku, ale 22 největších panství přesahovalo 200 000 koku. Pozemkový majetek přímo vlastněný šóguny Tokugawa činil 6 480 000 koku a odpovídal jedné čtvrtině veškeré japonské zemědělské produkce.
Pomocí koku se také měřil výtlak (velikost) lodí, tedy podle toho kolik rýže uvezly. Největší lodě dokázaly uvézt přes 1 000 koku, ale během izolace Japonska (Sakoku) byla zakázána stavba lodí větších než 500 koku.
Během období Meidži byly tradiční japonské jednotky vytlačeny metrickým systémem. Jediné odvětví, kde koku zůstalo zachováno, je japonský dřevozpracující průmysl.